# Polideportivo Roberto Pando
El Polideportivo Roberto Pando se encuentra en el barrio de Boedo, zona sur de la ciudad de Buenos Aires. Esta obra fue inaugurada en 2016 y pertenece al Club Atlético San Lorenzo de Almagro. En octubre de 2016 obtuvo la habilitación municipal y el 24 de ese mes se jugó el primer partido de básquetbol en el Polideportivo.

## Construcción
El Roberto Pando comenzó a construirse en 2013, tras la sanción de la "Ley de Restitución Histórica", y fue inaugurado el 6 de julio de 2016, en la presentación oficial de Fabricio Coloccini. Debido a que en 2015 el CASLA Básquet ascendió a la Liga Nacional, la capacidad del polideportivo fue ampliada, alcanzando los 2700 espectadores, contando con 1060 plateas y una aproximación de 1600 populares, 800 en cada sector de popular. El terreno, ubicado sobre la calle Salcedo 4220, tiene una forma rectangular de 83 metros por 53, totalizando 4501 metros cuadrados.

## Actividades
El basquetbol es el principal deporte que alberga el Roberto Pando, junto con el futsal y el voleibol. También está diseñado para el desarrollo de actividades como balonmano, tenis y boxeo, entre otros. En este lugar también se suelen realizar actividades comunitarias del club para los socios y los vecinos de Boedo.

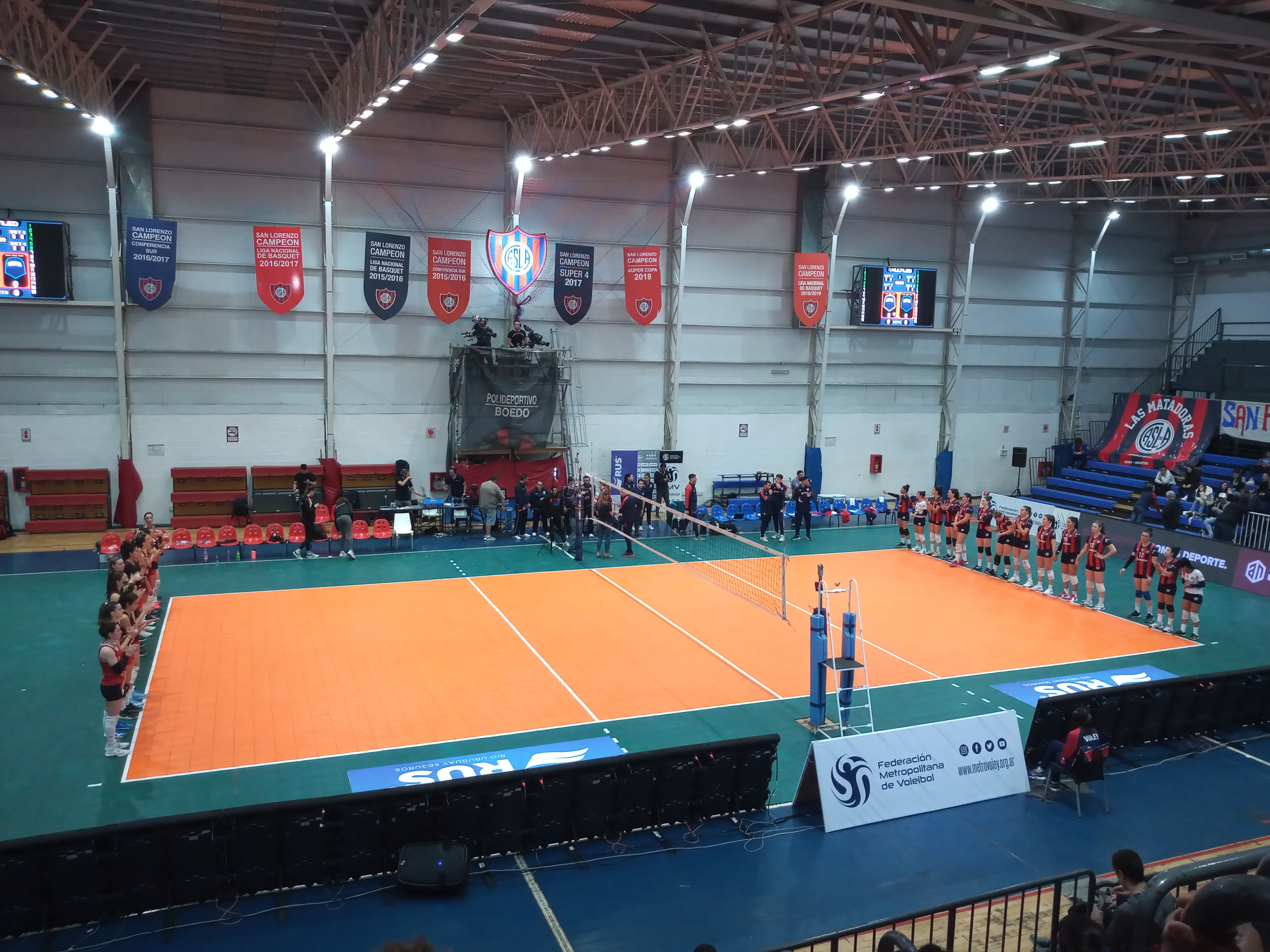
Partido de voleibol en el Polideportivo Roberto Pando

## Características generales
- Dirección: José Mármol 1715, entre Salcedo y Las Casas. Ciudad de Buenos Aires, Argentina.

### Transporte público
- Colectivos (10 cuadras a la redonda): 4, 7, 15, 23, 25, 26, 42, 50, 65, 75, 85, 88, 97, 101, 115, 119, 126, 133, 134, 143, 160, 164 y 180.
- Tren (10 cuadras a la redonda): Estación Sáenz, Línea Belgrano Sur.
- Subte (10 cuadras a la redonda): Estación Avenida La Plata, Línea E.

### Capacidad
Capacidad aproximada del estadio actualmente: 2200.

###### ● Platea Preferencial: 340 espectadores
- Preferencial Azul: 92
- Preferencial Roja: 92
- VIP Azul Alta: 46
- VIP Roja Alta: 46
- VIP Azul Baja: 32
- VIP Roja Baja: 32

###### ● Platea Azul: 36
- Platea Azul - I: 12
- Platea Azul - II: 12
- Platea Azul - III: 12

###### ● Platea Roja: 36
- Platea Roja - I: 12
- Platea Roja - II: 12
- Platea Roja - III: 12

###### ● Platea Cabecera Azul: 204 espectadores
- Platea Cabecera Azul (par): 51
- Platea Cabecera Azul (impar): 51
- Platea Cabecera Azul (par): 51
- Platea Cabecera Azul (impar): 51

###### ● Platea Cabecera Roja: 204 espectadores
- Platea Cabecera Roja (par): 51
- Platea Cabecera Roja (impar): 51
- Platea Cabecera Roja (par): 51
- Platea Cabecera Roja (impar): 51

## Eventos deportivos importantes
- Final de la Liga Metropolitana de vóley femenino de 2016.
- «Final 4» de la Copa ACLAV 2016.
- Título argentino wélter de la FAB de 2017.
- Final de la Liga Nacional de Básquet 2016-17.
- Juego de las Estrellas de Básquetbol 2017.
- Final de la Liga de las Américas 2018.
- Final de la Liga Nacional de Básquet 2017-18.
- Juego de las Estrellas de Básquetbol 2018.
- Final de la Liga de las Américas 2019.
- Final de la Liga Nacional de Básquet 2018-19.
- Sede de la Copa Libertadores Futsal 2019.
- Final de la Liga Femenina de Vóley 2019.
- Final de la División de Honor de Vóley Femenino 2019.[6]
- Final de la Supercopa de Futsal AFA 2021.[7]
- Final de la Liga Femenina de Vóley 2021.
- Juego de las Estrellas de Básquetbol 2021.